# Tunsberg Stift
Tunsberg Stift er et stift i Den Norske Kirke. Det blev oprettet i 1948, efter at Odelstinget den 24. november 1947 vedtog, at Buskerud og Vestfold skulle udgøre et nyt stift, og at Tønsberg skulle være bispesæde. Disse fylker lå tidligere under Oslo Stift.
I 1936 blev der rejst spørgsmål ved Oslo Stifts størrelse og håndterlighed, og ved et bispemøde blev det foreslået at skille Buskerud og Vestfold ud for at lette arbejdet der. Der blev imidlertid ikke gjort alvor af planerne før efter 2. verdenskrig var ovre, da 250 præster i stiftet sendte en henstilling om at tage spørgsmålet op igen. Blandt andet blev det vurderet, om et eventuelt nyt stift skulle lægges til Drammen eller Tønsberg. Når det blev Tønsberg, skyldtes dette sandsynligvis byens lange forhistorie, og måske det faktum, at Drammen var lidt for tæt på Oslo. På Teie udenfor Tønsberg havde der desuden været en biskop i tidligere tider.
Den 8. marts 1948 nominerede det nyvalgte bispedømmeråd tre kandidater til det forestående bispevalg. Residerende kapellan Bjarne Skard fik flest stemmer og blev udnævnt til Tunsbergs første biskop. Han trådte i funktion 1. juli 1948, og H.M. Kong Haakon VII var tilstede ved bispevielsen i Tønsberg domkirke 20. juni samme år.

## Bisperækken
- Bjarne Skard 1948–1961
- Dagfinn Hauge 1961–1978
- Håkon E. Andersen 1978–1990
- Sigurd Osberg 1990–2002
- Laila Riksaasen Dahl 2003–2014
- Per Arne Dahl 2014–2018